# Хошеутово
Хошеутово  (рос. Хошеутово) — село у Харабалінському районі Астраханської області Російської Федерації.
Населення становить 2300 осіб. Входить до складу муніципального утворення Хошеутовська сільрада.

## Історія
Населений пункт розташований на території українського етнічного та культурного краю Жовтий Клин. Від 1925 року належить до Харабалінського району.
Згідно із законом від 6 серпня 2004 року органом місцевого самоврядування є Хошеутовська сільрада.

## Населення
| 2002 | 2010  | 2011  | 2012  | 2013 | 2014  |
| ---- | ----- | ----- | ----- | ---- | ----- |
| 2338 | ↘2097 | ↗2238 | ↗2286 | ↘294 | ↗2300 |